# Marcos Azambuja
Marcos Castrioto de Azambuja GCIH (Rio de Janeiro, 9 de fevereiro de 1935 – Rio de Janeiro, 28 de maio de 2025) foi um diplomata de carreira brasileiro. 

## Carreira
Foi embaixador do Brasil na França (1997-2003) e na Argentina (1992-1997), Secretário-Geral do Itamaraty (1990-1992), Coordenador da Conferência Rio 92 e Chefe da Delegação do Brasil para Assuntos de Desarmamento e Direitos Humanos, em Genebra (1989-1990).
Autor de livros, artigos e ativo palestrante sobre temas relativos a relações internacionais nos campos do desarmamento, desenvolvimento sustentável, integração regional, direitos humanos, Antártica e política espacial. Colaborou com a revista piauí.
Foi vice-presidente do Centro Brasileiro de Relações Internacionais (CEBRI), Membro do Instituto Histórico e Geográfico Brasileiro (IHGB), do Conselho Curador do Jardim Botânico do Rio de Janeiro, Membro do Conselho Instituto do Patrimônio Histórico e Artístico Nacional (IPHAN) e do Grupo de Análise de Conjuntura Internacional da Universidade de São Paulo (USP).

## Vida Pessoal
Foi casado com Malu Pedrosa Azambuja, com quem teve dois filhos. Casou-se pela segunda vez com Ana Maria Ribas Azambuja e pela terceira vez com Liliane Azambuja.

## Morte
Morreu em 28 de maio de 2025, na cidade do Rio de Janeiro, aos 90 anos.